# A tavaszi szép időnek
Az A tavaszi szép időnek kezdetű magyar népdalt Vikár Béla gyűjtötte a Kolozs vármegyei Magyarvalkón. A fonográffelvételt Bartók Béla jegyezte le.
A legenda Czinka Panna, a legendás XVIII. századi cigányprímás dalának tartja.

## Kotta és dallam
| A tavaszi szép időnek lám hogy mindenek örülnek. Erdők, mezők megzöldülnek, a madarak zengedeznek. | Repülj fecském ablakára, kérjed, nyissa meg szavadra. Mondd, ezüstös lapot vevék, rá arannyal írom nevét. |

## Felvételek
- A tavaszi szép időnek lám, hogy mindenek. cimbalom.nl (Hozzáférés: 2016. április 29.) (audió) arch